# Катастрофа C-47 в Копенгагене
Катастрофа C-47 в Копенгагене — авиационная катастрофа пассажирского самолёта Douglas C-47A-30-DK голландской авиакомпании KLM, произошедшая в воскресенье 26 января 1947 года в Копенгагене (Дания). Жертвами катастрофы стали 22 человека, в том числе шведский принц Густав Адольф.

## Самолёт
Douglas C-47A-30-DK Skytrain с первоначальным заводским номером 14034 (позже был изменён на 25479) был выпущен на заводе в Оклахома-Сити (штат Оклахома) приблизительно в 1944 году, после чего под регистрационным номером 43-48218 поступил в американские ВВС. По ленд-лизу самолёт передали в Великобританию, где уже под регистрационным номером KG802 он поступил в королевские ВВС. В октябре 1946 года лайнер приобрела голландская национальная авиакомпания KLM, а 26 октября его бортовой номер сменился на PH-TCR; сам самолёт при этом числился в реестре воздушных судов Нидерландов под номером 489. Также на фюзеляже была нанесена надпись «The Flying Dutchman» (Летучий голландец), которую, однако, носили и остальные воздушные суда авиакомпании.
Самолёт был оборудован двумя поршневыми двигателями Pratt & Whitney R-1830-92 мощностью в 1200 л.с. каждый. Максимальная взлётная масса лайнера составляла 12 710 кг, а максимальная дальность полёта — 1800 километров при крейсерской скорости 285 км/ч. Пассажировместимость салона составляла 21 место. Общая наработка борта PH-TCR составляла 1686 лётных часов.

## Экипаж
Экипаж самолёта состоял из шести человек и имел следующий состав:
- Командир воздушного судна — 54-летний Геррит Йоханес Гейзендорффер[нидерл.] (нидерл. Gerrit Johannes Geijsendorffer). Родился 1 апреля 1892 года. Пришёл в KLM 1 марта 1921 года и стал первым голландским пилотом в истории авиакомпании. Также 15 июня 1927 года на Fokker F.VII с бортовым номером H-NADP по заказу американского миллионера Ван Лир Блэка[англ.] совершил первый обратный рейс из Батавии (Голландская Ост-Индия). На службе у американского миллионера проработал с 1 января 1929 до начала 1931 года, но поскольку Ван Лир Блэк исчез 18 августа 1930 года, а затем был объявлен погибшим, то Гейзендорффер вернулся в KLM. В 1933 году совершил ещё один перелёт в Батвию, уже на Pander S-4 Postjager, а через год, выполняя перелёт из Лондона в Мельбурн, разбился на этом самолёте близ Аллахабада, но никто при этом не погиб. В общей сложности Гейзендорффер летал в Голландскую Ост-Индию более полусотни раз, а за его плечами было свыше 12 тысяч лётных часов и он считался одним из самых опытных пилотов KLM.
- Второй пилот — 28-летний Геррит Ян Риетман (нидерл. Gerrit Jan Rietman). Родился 27 апреля 1918 года, в авиакомпании с 1 ноября 1940 года.
- Бортрадист — 31-летний Саймон Мартинус Антониус Пийненбург (нидерл. Simon Martinus Antonius Pijnenburg). Родился 18 апреля 1915 года, в авиакомпании с 1 февраля 1946 года.
- Бортрадист — 26-летний Виллем Бранденбург (нидерл. Willem Brandenburg). Родился 28 августа 1920 года, в авиакомпании с 15 января 1946 года.
- Бортинженер — 22-летний Виллем Антони ван Боммель (нидерл. Willem Antonie van Bommel). Родился 28 июля 1924 года, в авиакомпании с 31 декабря 1945 года.
- Стюард — 29-летний Хьюго Хук (нидерл. Hugo Hoek). Родился 27 декабря 1917 года, в авиакомпании с 1 ноября 1946 года.

## Катастрофа
| Дания      | 7  |
| Испания    | 1  |
| Нидерланды | 7  |
| США        | 1  |
| Франция    | 2  |
| Швеция     | 4  |
| Итого      | 22 |

Самолёт выполнял пассажирский рейс из Амстердама в Стокгольм с промежуточной посадкой в Копенгагене. В Амстердаме на борт сели 7 пассажиров, включая шведского принца Густава Адольфа (сын Густава VI Адольфа и Маргариты Коннаутской), который летел вместе со своим секретарём. До Копенгагена полёт прошёл без отклонений и в 14:58 GMT лайнер приземлился в  аэропорту Каструп. Здесь с самолёта сошли три пассажира, после чего началась подготовка к полёту в Стокгольм. В это время стояла ясная  погода, хотя дул сильный северо-северо-восточный ветер со скоростью 40 км/ч, температура воздуха -5° C. В 15:15 началась посадка пассажиров, а всего в Копенгагене на борт сели 12 новых пассажиров, в том числе американская певица и актриса Грейс Мур и датская актриса Герда Нейман. Также на борту находился небольшой (82 кг) груз почты, а в баки было залито 1600 литров топлива. Общий расчётный вес самолёта составлял 12 189 кг, что было в пределах допустимого.
После завершения подготовки PH-TCR с 16 пассажирами и 6 членами экипажа на борту вырулил на полосу, а в 15:31 получил разрешение на взлёт. В 15:32 второй пилот провёл проверку готовности к взлёту, после чего был начат разбег по полосе. Но едва самолёт оторвался от полосы, как его нос начал быстро подниматься, пока на высоте около 100 метров угол кабрирования не достиг почти 45°. Лайнер быстро потерял поступательную скорость и, перейдя в сваливание, завалился на левое крыло, после чего перешёл в почти вертикальное падение. Увидев это, диспетчер на вышке сразу дал сигнал тревоги, а через несколько секунд в 15:35 GMT (16:35 местного времени) «Дуглас» врезался в землю и полностью сгорел. Все 22 человека на борту погибли.
На то время это была крупнейшая авиакатастрофа в стране. В настоящее время занимает 4-е место.

## Причины
Следствие довольно быстро смогло установить причину происшествия. Дело в том, что в аэропорту в это время был сильный ветер, который мог повредить рули высоты и направления, поэтому рули на период стоянки фиксировались в неподвижном положении с помощью струбцин. В тот день эту работу выполнял 19-летний стажёр из компании Det Danske Luftfartsvæsen, который имел стаж работы в должности всего три недели. Перед началом движения самолёта он убрал из-под его колёс тормозные колодки, но забыл снять с рулей струбцины. Вообще эту работу должен был выполнять мастер, но тот в данный воскресный день взял выходной. Опытные пилоты в свою очередь провели проверку самолёта перед взлётом лишь формально, к тому же им из кабины было сложно определить движения рулей высоты. В результате самолёт начал выполнять взлёт с застопоренными рулями, а потому когда после отрыва появился кабрирующий момент, который поднимал нос, пилоты не смогли его парировать, что и привело к падению скорости, а затем сваливанию и переходу в падение.